# Kotsioubynske
Kotsioubynske (ukrainien : Коцюбинське, russe : Коцюбинское) est une commune urbaine de l'oblast de Kiev, en Ukraine. Elle compte 17 249 habitants en 2021.